# مقاطعة راور
مقاطعة راور (بالفارسية: شهرستان راور)؛ هي مقاطعة في محافظة كرمان في إيران. عاصمتها راور. في تعداد عام 2006م، بلغ عدد سكان المقاطعة 38,539 نسمة في 10,236 عائلة. تنقسم المقاطعة إلى ناحيتين: الناحية المركزية وناحية كهساران. وفيها مدينتين: راور، وهجدك.
تقع مدينة راور في أقصى شمال محافظة كرمان. وهي على الحدود بين محافظة كرمان والمنطقة الصحراوية الكبيرة في جنوب خراسان.
يُعد نسج السجاد من الصناعات الرئيسية في المدينة، والسجاد الذي يُنتج فيها مشهور دوليا، وهو تقليد قديم في راور.